# Ark: Survival Evolved
Ark: Survival Evolved – survivalowa przygodowa gra akcji, której akcja rozgrywa się w otwartym świecie. Początkowo gra została udostępniona we wczesnym dostępie na platformie Steam. Za jej produkcję odpowiada Studio Wildcard, a jej premiera odbyła się 29 sierpnia 2017 roku na platformach Linux, Microsoft Windows, macOS, PlayStation 4 i Xbox One. Wczesny dostęp do gry dla platformy Windows rozpoczął się 2 czerwca 2015 roku, a dla macOS i Linuxa 1 lipca 2015 roku.
Gracz musi przetrwać na wyspie pełnej dinozaurów, naturalnych katastrof oraz potencjalnie wrogo nastawionych postaci sterowanych przez innych graczy.
Na The Game Awards 2020 została zapowiedziana kontynuacja gry – Ark II. Główną rolę w kontynuacji gra Vin Diesel.

## Rozgrywka
W grze obecny jest zarówno tryb rozgrywki jednoosobowej, jak i wieloosobowej. Gracz może sterować bohaterem przy użyciu widoku z perspektywy pierwszej lub trzeciej osoby. Postać może poruszać się pieszo lub przy pomocy dinozaurów. W grze istnieje możliwość zbierania surowców i tworzenia przedmiotów pomocnych w przetrwaniu.

## Modyfikacje
Producent gry we współpracy z Epic Games udostępnił zestaw narzędzi do tworzenia modyfikacji dla Arka i bezpośredniego zamieszczania ich w Warsztacie Steam. Ark Dev Kit jest uproszczoną wersją Unreal Engine 4 Editor, która nie pozwala na dostęp do kodu źródłowego gry napisanego w C++. Zestaw narzędzi umożliwia m.in. tworzenie nowych przedmiotów, terenów, środowiska, zmianę zachowania sztucznej inteligencji, implementowanie nowych trybów i zmienionej mechaniki rozgrywki.

## Odbiór gry
Gra w wersji na PC, PlayStation 4 oraz Xboksa One spotkała się z mieszanymi reakcjami krytyków, natomiast wydanie na Nintendo Switch otrzymało w większości negatywne opinie według agregatora Metacritic.

### Sprzedaż
Gra została sprzedana w milionie egzemplarzy w ciągu miesiąca po udostępnieniu tytułu we wczesnym dostępie, z czego 400 tys. sztuk sprzedano w trakcie trwania letniej wyprzedaży na platformie Steam. Gra od momentu wejścia w fazę wczesnego dostępu na początku czerwca 2015 roku była przez siedem tygodni najlepiej sprzedającą się grą na platformie Steam. W ósmym tygodniu Ark spadł na drugie miejsce – większą sprzedaż miała gra Rocket League. Jednak w następnym tygodniu gra znowu wróciła na pierwsze miejsce.